# 法嗣経
『法嗣経』（ほうしきょう、巴: Dhammadāyāda-sutta, ダンマダーヤーダ・スッタ）とは、パーリ仏典経蔵中部に収録されている第3経。『法相続経』（ほうそうぞくきょう）とも。
類似の漢訳経典として、『中阿含経』（大正蔵26）の第88経「求法経」等がある。

## 構成

### 登場人物
- 釈迦
- サーリプッタ（舎利佛・舎利子）

### 場面設定
ある時、釈迦はコーサラ国サーヴァッティ（舎衛城）のアナータピンディカ園（祇園精舎）に滞在していた。
釈迦は比丘たちに向かって、業（kamma）にも利（attha）にも屈せず、法（dhamma）を嗣ぐことの重要性を説く。
続いてサーリプッタが、業（kamma）と利（attha）と法（dhamma）の区別と、八正道によって三毒（貪瞋痴）を断つことについて説く。
それを聞いた比丘たちは歓喜する。

## 日本語訳
- 『南伝大蔵経・経蔵・中部経典1』（第9巻） 大蔵出版
- 『パーリ仏典 中部（マッジマニカーヤ）根本五十経篇I』 片山一良訳 大蔵出版
- 『原始仏典 中部経典1』（第4巻） 中村元監修 春秋社